# Coast to Coast (film din 1980)
Coast to Coast este un film de comedie american din 1980 regizat de Joseph Sargent. Rolurile principale sunt interpretate de actorii Dyan Cannon, Robert Blake și Michael Lerner.

## Distribuție
- Dyan Cannon — Madie Levrington
- Robert Blake — Charles Callahan
- Quinn Redeker — Benjamin Levrington
- Michael Lerner — Dr. Frederick Froll
- Maxine Stuart — Sam Klinger
- William Lucking — Jules
- Rozelle Gayle — Orderly
- George P. Wilbur — Billy Ray
- Darwin Joston — Drunken Trucker
- Dick Durock — Gregory
- Casandra Peterson — Dinner Party Guest
- Karen Montgomery — Dinner Party Guest
- Vicki Frederick — Golfer
- John Roselius — Policeman